# Xanthaciura bipuncta
Xanthaciura bipuncta är en tvåvingeart som först beskrevs av Aczel 1953.  Xanthaciura bipuncta ingår i släktet Xanthaciura och familjen borrflugor. Inga underarter finns listade i Catalogue of Life.